# Пшинько, Александр Николаевич
Александр Николаевич Пшинько (укр. Олександр Миколайович Пшінько; 13 ноября 1948, с. Оленовка Магдалиновского района — 13 декабря 2022, Днепр) — украинский ректор, Днепровского национального университета железнодорожного транспорта (с 1997 года), затем ректор Украинского государственного университета науки и технологий, в который в 2021 году был реорганизован ДНУЖТ, выпускником которого он являлся и с которым была связана вся его карьера. Доктор технических наук, профессор (1996). Заслуженный работник народного образования Украины, Почетный железнодорожник СССР. Лауреат госпремии Украины в области науки и техники (2005). Кавалер ордена «За заслуги» III степени (2000)
Окончил ДИИТ с отличием (1972). В 1979 году защитил кандидатскую диссертацию, с 1982 года доцент. В 2002 защитил докторскую «Основи технології підводного бетонування при ремонті штучних транспортних споруд». Являлся проректором, заведовал кафедрой (с 1994).
Академик и первый вице-президент Транспортной академии Украины, член-корреспондент Академии строительства Украины, глава Совета ректоров заведений высшего образования Днепропетровского региона, вице-президент Международной академии транспорта (АМТ, Санкт-Петербург, Россия), доктор транспорта АМТ и руководитель её Украинского Национального отделения, действительный академический советник и член-корреспондент Международной инженерной академии (Москва, Россия), действительный член Нью-Йоркской Академии наук (США).
Область научных интересов: совершенствование технологии производства сборных железобетонных изделий, повышение их долговечности и разработка технологии изготовления стеновых материалов для строительства сооружений железнодорожного транспорта из местного сырья; внедрение на железнодорожном транспорте Украины контрейлерных перевозок и создание международных транспортных коридоров по транспортировке грузов.

## Основные публикации
- «Будівельнi матеріали — виробництво, характеристики, використання». А. Н. Пшинько, 1995 г.
- «Підвищення долговічностi бетонних та залізобетонних виробів i конструкцій». А. Н. Пшинько, 1995 г.
- «Проектування складів гідротехнічного бетону». В. Н. Пунагин, А. Н. Пшинько, Н. Н. Руденко, 1998 г.
- «Бетон в условиях повышенных температур». 2-е изд. В. Н. Пунагин, А. Н. Пшинько, Н. Н. Руденко, 1999 г.